# Йордэнеску, Ангел
А́нгел Йордэне́ску (рум. Anghel Iordănescu; 4 мая 1950, Яссы) — румынский футболист, нападающий. Большую часть карьеры провёл в команде «Стяуа». Один из лучших игроков национальной сборной Румынии.
Имеет армейское звание генерал-майора.

## Игровая карьера
Йордэнеску был известен как очень быстрый форвард, очень часто забивал голы. С 1962 года играл в резерве команды «Стяуа», а с 1968 года стал игроком основного состава. В 1971 году получил первый вызов в сборную Румынии.
В составе «армейцев» дважды становился чемпионом Румынии (1976 и 1978 годы), четырежды выигрывал Кубок Румынии по футболу (1970, 1971, 1976 и 1979 годы). Стал лучшим бомбардиром в 1981 и 1982 годах.
Последние годы карьеры провёл в греческом ОФИ.

## Тренерская карьера
Завершив международную карьеру, стал помощником главного тренера «Стяуа». При его помощи команда сенсационно победила в финале Кубка европейских чемпионов 1985/86 «Барселону» по пенальти со счётом 2:0, а также выиграла Суперкубок УЕФА 1986 года.
Далее он работал с кипрским «Анортосисом», а в 1993 году вернулся в «Стяуа» и довёл его до 1/4 финала Кубка обладателей кубков. Вскоре он возглавил румынскую сборную и на чемпионате мира в США вывел её в 1/4 финала, что стало высшим достижением сборной. Покинул он сборную после проигрыша Хорватии в плей-офф чемпионата мира 1998 года.
Далее известна его работа с некоторыми арабскими клубами. В 2002 году он вернулся в сборную на место уволенного Георге Хаджи и попытался вывести её на Евро 2004, но безуспешно. В 2006 году пошли слухи о том, что он возглавит сборную Саудовской Аравии на чемпионате мира в Германии, но это не подтвердилось.
23 сентября 2007 года объявил о завершении футбольной карьеры. Йордэнеску возобновил тренерскую деятельность в октябре 2014 года, возглавив сборную Румынии в третий раз.

## Политическая карьера
В период с 2004-2012 годов Йордэнеску работал в румынском парламенте (в частности, в сенате).. Состоит в социал-демократической партии.

## Достижения

### В качестве игрока
- Чемпион Румынии (2): 1976, 1978
- Обладатель Кубка Румынии (5): 1969, 1970, 1971, 1976, 1979
- Обладатель Кубка европейских чемпионов: 1985/86

### В качестве тренера
- Обладатель Суперкубка Европы: 1986
- Финалист Кубка европейских чемпионов: 1989
- Чемпион Румынии (4): 1986/87, 1987/88, 1988/89, 1992/93
- Обладатель Кубка Румынии (3): 1986/87, 1987/88, 1988/89
- Победитель Лиги чемпионов АФК: (2): 2000, 2005
- Победитель Арабской лиги чемпионов по футболу: 2005

### Личные
- Лучший футбольный тренер Румынии XX века
- Лучший бомбардир чемпионата Румынии: 1981, 1982
- Лучший бомбардир в истории Стяуа: 155 голов
- Почётный гражданин Бухареста: 1994[5]
- Орден «За спортивные заслуги» II степени I типа: 2008[6]
- Кавалер ордена Звезды Румынии: 2014[7]